# Nombre tétraédrique

Le 5e nombre tétraédrique est 15 + 10 + 6 + 3 + 1 = 35.

En arithmétique géométrique, un nombre tétraédrique, ou nombre pyramidal triangulaire, est un nombre figuré qui peut être représenté graphiquement par une pyramide de base triangulaire, c'est-à-dire un tétraèdre, dont chaque couche représente un nombre triangulaire. Pour tout entier naturel {\displaystyle n} non nul, le n-ième nombre pyramidal triangulaire, somme des {\displaystyle n} premiers nombres triangulaires, est donné par les formules  : 
où {\displaystyle {i \choose j}} est un coefficient binomial. Les nombres tétraédriques sont donc ceux de la quatrième colonne du triangle de Pascal présenté en escalier.
|   | 0 | 1 | 2  | 3  | 4  | 5  | 6  | 7 | 8 |
| - | - | - | -- | -- | -- | -- | -- | - | - |
| 1 | 1 | 1 |    |    |    |    |    |   |   |
| 2 | 1 | 2 | 1  |    |    |    |    |   |   |
| 3 | 1 | 3 | 3  | 1  |    |    |    |   |   |
| 4 | 1 | 4 | 6  | 4  | 1  |    |    |   |   |
| 5 | 1 | 5 | 10 | 10 | 5  | 1  |    |   |   |
| 6 | 1 | 6 | 15 | 20 | 15 | 6  | 1  |   |   |
| 7 | 1 | 7 | 21 | 35 | 35 | 21 | 7  | 1 |   |
| 8 | 1 | 8 | 28 | 56 | 70 | 56 | 28 | 8 | 1 |

Les dix premiers sont 1, 4, 10, 20, 35, 56, 84, 120, 165 et 220.
Le 22e est 2024.

## Démonstration de la formule
Comme le k-ième nombre triangulaire est égal à  {\displaystyle {k(k+1) \over 2}={\binom {k+1}{2}}}, on a, d'après la formule d'itération de Pascal :
{\displaystyle P_{n}^{(3)}=\sum _{k=1}^{n}{\binom {k+1}{2}}=\sum _{k=2}^{n+1}{\binom {k}{2}}={n+2 \choose 3}={\frac {n(n+1)(n+2)}{6}}}.
Ceci est en fait un cas particulier de la construction des nombres simpliciaux ; Le nombre tétraédrique {\displaystyle P_{n}^{(3)}} est le n-ième nombre 3-simplicial {\displaystyle S_{3}(n)}.
On peut aussi obtenir {\displaystyle P_{n}^{(3)}} à partir de la formule générale des nombres polyédriques réguliers :{\displaystyle P_{n+1}^{(3)}-P_{n}^{(3)}={\frac {d(k-2)^{2}(d-2)}{2D}}n^{2}+{\frac {d(k-2)}{2}}n+1} où {\displaystyle k=d=3,D=2(k+d)-kd=3}, qui donne {\displaystyle P_{n+1}^{(3)}-P_{n}^{(3)}={\frac {(n+1)(n+2)}{2}}}, puis {\displaystyle P_{n}^{(3)}={\frac {n(n+1)(n+2)}{6}}}.

## Propriétés
Le n-ième nombre tétraédrique est le produit scalaire dans {\displaystyle \mathbb {R} ^{n}} de {\displaystyle (1,\dots ,n)} par son renversé {\displaystyle (n,\dots ,1)} :
{\displaystyle P_{n}^{(3)}=\sum _{k=1}^{n}k(n+1-k)=1\times n+2\times (n-1)+\cdots +(n-1)\times 2+n\times 1}
La suite d'entiers {\displaystyle (P_{n}^{(3)})}, réduite modulo 2, est de période 4.  
Les seuls nombres tétraédriques carrés sont, : P1(3) = 1 = 12, P2(3) = 4 = 22 et P48(3) = 19 600 = 1402 : suite A003556 de l'OEIS. 
Les seuls nombres tétraédriques triangulaires sont 1, 10, 120, 1540 et 7140 : suite A027568 de l'OEIS. 
Le seul nombre tétraédrique pyramidal carré est 1,.
D'après la formule du binôme négatif, la fonction génératrice des nombres tétraédriques est égale à :
{\displaystyle {\frac {x}{(1-x)^{4}}}=x+4x^{2}+10x^{3}+20x^{4}+...}